# Motorsport Network
Motorsport Network是一家总部位于美国佛罗里达州迈阿密和英国伦敦的国际传媒和科技公司。2015年，公司收购了Motorsport.com并正式成立，目前经营国际数字、印刷、电子商务和其他活动业务。